# Rio Pirabeiraba
Rio Pirabeiraba är ett vattendrag i Brasilien.   Det ligger i delstaten Santa Catarina, i den södra delen av landet, 1 200 km söder om huvudstaden Brasília.
I omgivningarna runt Rio Pirabeiraba växer i huvudsak städsegrön lövskog. Runt Rio Pirabeiraba är det glesbefolkat, med 18 invånare per kvadratkilometer.